# Gonzalo Carró
Gonzalo Carró Castro (La Coruña, 9 de junio de 1994) es un jugador de balonmano español. Juega en la posición de pivote y su equipo actual es el BM Nava. Es internacional con la selección de balonmano de Argentina.

## Palmarés internacional
| Campeonato Sudamericano y Centroamericano | Campeonato Sudamericano y Centroamericano | Campeonato Sudamericano y Centroamericano | Campeonato Sudamericano y Centroamericano |
| Año                                       | Lugar                                     | Medalla                                   |                                           |
| ----------------------------------------- | ----------------------------------------- | ----------------------------------------- | ----------------------------------------- |
| 2022                                      | Brasil                                    | Medalla de plata                          |                                           |

## Trayectoria
- OAR La Coruña (2010-2011)
- SD Octavio (2011-2012)
- BM Alcobendas (2012-2013)
- SD Octavio (2013-2014)
- SD Teucro (2014-2016)
- BM Huesca (2016-2019)
- Pontault HB (2019-2020)
- BM Cisne (2020-2021)
- BM Nava (2021-Act.)[1]